# Édit des kermesses
Pour les articles homonymes, voir Kermesse (homonymie).
Le 11 février 1786, un édit impérial de Joseph II d'Autriche stipulait que toutes les kermesses (ducasses) dans l'ensemble du pays devaient se dérouler le même jour, le deuxième dimanche après Pâques, soit le 30 avril. L'Empereur, dans sa politique de rationalisation, voulait réglementer les kermesses qu'il jugeait préjudiciables à la religion et à l'État.
« 
Ordre 1er : Toutes les kermesses ou dédicaces et autres fêtes de cette espèce généralement quelconques, tant dans les villes qu'au plat Pays, se tiendront désormais partout le même jour, que nous fixons pour toujours au second Dimanche après Pâques, à commencer par la dernière année.  »
On peut aussi évoquer dans le même registre l'Édit des processions du 10 mai 1786.
Mais la force des habitudes populaires fit que cette réglementation ne fut observée que peu de temps ; il était effectivement plus agréable que la kermesse du village voisin tombe à une date différente, de façon à pouvoir également y participer.
L'édit de Joseph II sur les kermesses est annulé le 9 mars 1790 par les États de Brabant, le 10 avril 1790 par les États de Namur et le 12 août 1790 par les États de Hainaut.